# Intravitreal

Das Auge mit Glaskörper

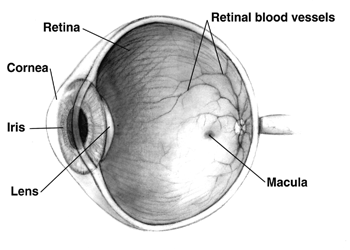
Schnitt durch das menschliche Auge mit Makula (Gelber Fleck)

Der Begriff intravitreal (Abk. von lateinisch intra = hinein, innen, innerhalb und vitrum = Glas bzw. (Corpus) vitreum = Glaskörper) bedeutet „in den Glaskörper hinein.“ Man versteht darunter die direkte Verabreichung eines Medikaments oder einer Flüssigkeit oder Suspension in den Glaskörper des Auges. Sie ist eine Form der parenteralen Gabe von Medikamenten. Praktisch geschieht dies durch eine Injektion.

## Anwendung
Die medikamentöse Behandlung der Netzhaut ist schwierig. Oral, beispielsweise in Tablettenform aufgenommene, aber auch intravenös verabreichte Wirkstoffe (systemische Gabe) werden nur in Spuren vom Körper an das Augeninnere transportiert. Eine Erhöhung der Dosis, so dass im Auge ausreichend Medikament ankommt, wäre für den übrigen Körper – an Stellen, an denen der Wirkstoff nicht benötigt wird – zum Teil mit erheblichen Nebenwirkungen verbunden. Deshalb ist es in einigen Fällen sinnvoll, Medikamente direkt in den Glaskörper im Augeninneren zu injizieren, um so eine gezielte, für den gesamten Körper nebenwirkungsarme Behandlung zu erreichen.

### Anwendungsbeispiele
Die intravitreale Injektion wird häufig zur Behandlung der altersbedingten Makuladegeneration (AMD) eingesetzt. Dabei werden in den Glaskörper Antikörper oder Antikörperfragmente injiziert. Pegaptanib (ein Aptamer), Ranibizumab oder Bevacizumab (beides Antikörper) können hierbei von Ophthalmologen (Augenärzten) intravitreal verabreicht werden.

Auch bei der Cytomegalie-Virus-Retinitis (CMVR), einer häufigen, visusbedrohenden, in der Therapie schwierigen ophthalmologischen Erkrankung im Krankheitskomplex des Acquired Immuno Deficiency Syndromes (AIDS), kann die intravitreale Injektion, beispielsweise von Cidofovir, eingesetzt werden.

Die Behandlung von Rezidiven des okulozerebralen Non-Hodgkin-Lymphoma (NHL) kann mit einer intravitrealen Chemotherapie, beispielsweise mit Methotrexat und Dexamethason, erfolgen.

Bei verschiedenen intraocularen Entzündungserkrankungen (Entzündungen im Auge) kann die Verabreichung von Kortison durch intravitreale Injektion erfolgen.
Das bei verschiedenen Erkrankungen auftretende Makulaödem (Flüssigkeitsansammlung an der Stelle des schärfsten Sehens) kann mit einem intravitrealen Implantat von Dexamethason, welches an eine sich langsam selbst auflösende Matrix gebunden ist, behandelt werden.
Die intravitreale Injektion zur Medikamenteneingabe ist seit dem 1. Oktober 2014 Bestandteil des Leistungskataloges der Gesetzlichen Krankenversicherung in Deutschland.

## Operative Vorgehensweise
Die Empfehlung der gemeinsamen Makula-Kommission von Berufsverband der AugenärzteDeutschlands e. V. (BVA) und Deutsche Ophthalmologische Gesellschaft (DOG) zur intravitrealen Injektionen:
- Händedesinfektion
- sterile Handschuhe, steriles Lidspekulum, steriles Abdecktuch
- Spülung des Auges mit Povidoniodid 10 %, auch der Cilien
- sterile Spritze und Kanüle
- Eingehen mit 3,5 mm Limbusabstand, dabei stufenweises Vorgehen mit Verschieben der Bindehaut
- Möglichkeit zur sterilen Parazentese falls nötig
- Indirekte Ophthalmoskopie
- Augeninnendruckkontrolle
- Aufklärung des Patienten über Endophthalmitissymptome
- Notwendigkeit der Kontrolle nach 1–3 Tagen
- weitere Kontrollen in Abhängigkeit vom injizierten Präparat

## Risiken
Die Fachinformation gibt als häufigste Nebenwirkungen, Konjunktivalblutungen, Augenschmerzen, das Auftreten von „floaters“ im Sehfeld, einen erhöhten Augeninnendruck und eine Entzündung des Augapfels an. Die schwerwiegendsten Komplikationen, die ebenfalls mit der Injektion in Verbindung stehen, sind eine Endophthalmitis, Netzhautrisse und -ablösungen und traumatische Katarakte.